# Tom Jones (roman)

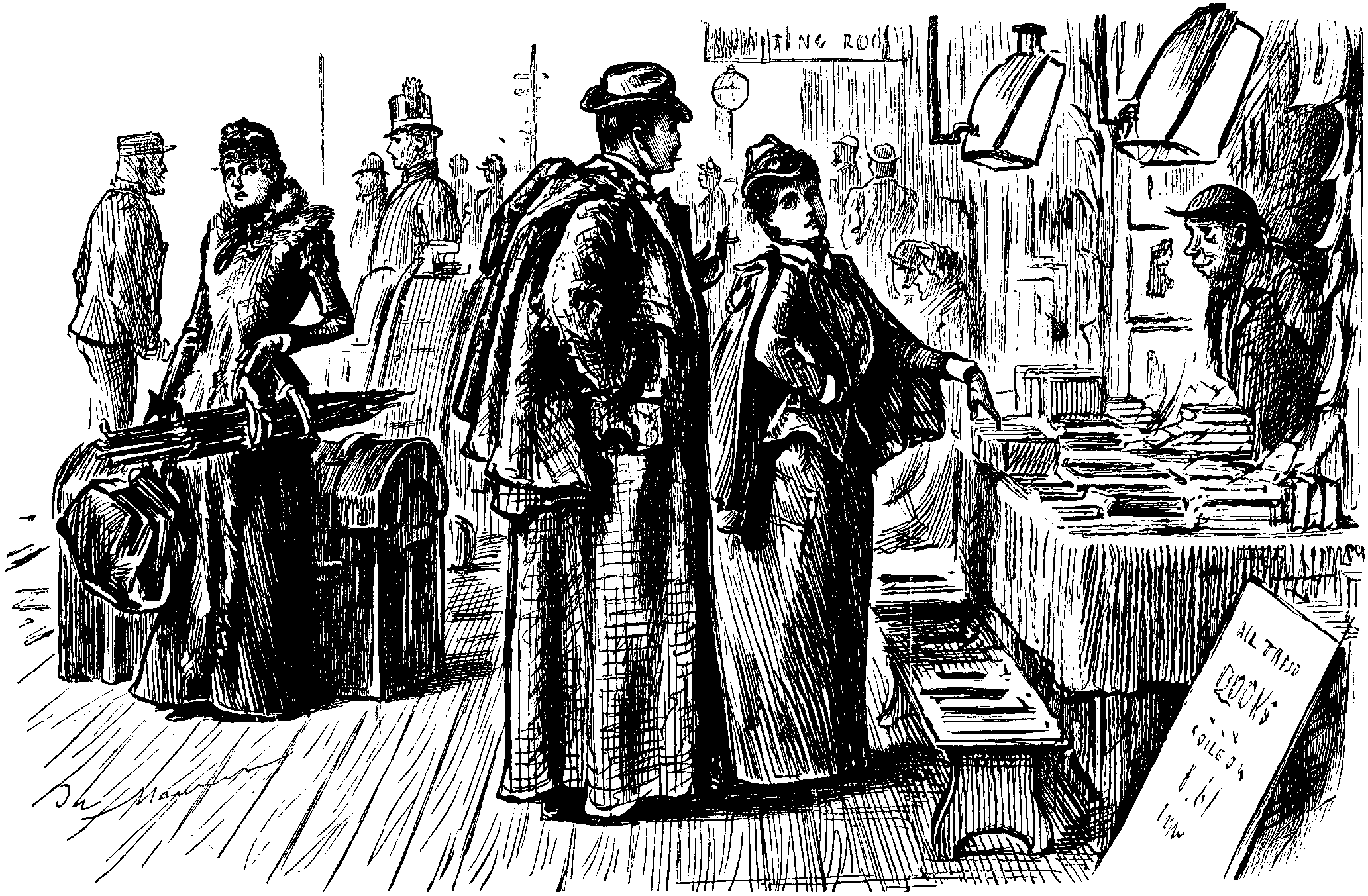
Emancipare
O tânără mireasă de trei ore (care numai ce plecat în călătoria sa de nuntă) spune proaspătului său soț:
— „Oh, dragă Edwin! Iată și (faimosul roman) Tom Jones. Tata mi-a spus că nu voi fi pregătită să îl citesc până nu voi fi măritată! Ziua aceea a venit, în sfârșit! Te rog, Edwin dragă, cumpără-mi-l!”
Ilustrație din
Punch, Volumul 101, 5 decembrie 1891

Istoria lui Tom Jones, un copil abandonat, sau adesea doar Tom Jones (conform originalului din engleză, The History of Tom Jones, a Foundling ori Tom Jones) este un roman comic scris de Henry Fielding.  A fost publicat în 1749, cucerind imediat o popularitate deosebită și a inspirat de-a lungul timpului numeroase adaptări, pe scenă și mai apoi, pe ecran, incluzând filme și adaptări pentru mini-seriale la televiziune. 
Eroul principal, care este un tânăr frumos și generos și ai cărui părinți sunt necunoscuți, rămâne fidel celor dragi în trup și spirit, devenind la sfârșitul romanului deosebit de bogat.  Eroul, fiind prezentat ca o combinație unică de virtuți și vicii, din care nu se poate discerne exact încotro se înclină balanța, este foarte neobișnuit pentru literatura engleză din toate timpurile prin multipolaritatea și complexitatea contrariilor sale. 
De-a lungul întregii scrieri, care este substanțial de lungă, Fielding ridiculizează cu eleganță și măiestrie rigiditatea scriitorilor și criticilor „serioși” și, în același timp, sancționează imoralitatea caracterelor personajelor sale dar și remarcă constant calitățile, respectiv ingenuitatea acestora.
În eseul „Ten Novels and Their Authors”, publicat în 1954, Maugham l-a enumerat între cele mai bune zece romane din lume.
Cartea a fost subiectul a două opere, una scrisă de faimosul șahist și compozitor francez François-André Danican Philidor în 1765 și alta scrisă de compozitorul britanic Sir Edward German în 1907.
În 1963, romanul Tom Jones a fost ecranizat într-un mod neconvențioanal (vedeți Tom Jones (film)) de către Tony Richardson, avându-l pe actorul Albert Finney în rolul unui tânăr și versatil Tom Jones.